# دوک بورگوندی (فیلم)
دوک بورگوندی (انگلیسی: The Duke of Burgundy) یک فیلم در ژانر درام به کارگردانی پیتر استریکلند است که در سال ۲۰۱۴ منتشر شد. از بازیگران آن می‌توان به سیسه بابد کنوسن اشاره کرد.